# Джордж Фосетт
Джордж Фосетт (англ. George Fawcett; 25 серпня 1860 — 6 червня 1939) — американський актор театру і кіно в епоху німого.

## Життєпис
На сцені він з'явився в таких спектаклях як «Ghosts» (1905) з Мері Шоу, «The Squaw Man» (1905) з Вільямом Фавершем, «The Great John Ganton» (1909) з акторкою Лореттою Тейлор, яка в ті роки набувала популярності, і «Getting A Polish» (1910) з відомою кіноакторкою Мей Ірвінг.
Між 1915 і 1933 роками він знявся у 151 фільмах.
Джордж Фосетт народився в Олександрії, штат Вірджинія, і помер в Нантакет, штат Массачусетс.
Його дружиною була акторка Персі Гасвелл, від шлюбу з якою народилася дочка.

## Фільмографія
- 1917 — Пантея / Panthea
- 1919 — Вдома нікого / Nobody Home
- 1920 — Два тижні / Two Weeks
- 1921 — Уроки кохання / Lessons in Love
- 1922 — Дурощі Поллі / Polly of the Follies
- 1922 — Відплив / Ebb Tide
- 1924 — Зламані бар'єри / Broken Barriers
- 1924 — Тріумф
- 1925 — Весела вдова
- 1925 — Коло
- 1926 — Син шейха / The Son of the Sheik
- 1926 — Плоть і диявол
- 1927 — Засипаний снігом
- 1927 — Весняна лихоманка
- 1927 — Любов
- 1928 — Буря
- 1929 — Леді з мостових
- 1929 — Хвиля імперії
- 1929 — Жіноче диво
- 1929 — Леді тротуарів
- 1930 — Поганець